# Irisches Nationalmuseum
Das Nationalmuseum von Irland (englisch National Museum of Ireland, irisch Ard-Mhúsaem na hÉireann) ist ein Komplex aus den Sammlungen der Royal Irish Academy, des Museum of Irish Industry, des National History Museum und des Dublin Museum of Science and Art unter einer Verwaltung. Das Museum, 1877 gegründet, umfasst rund vier Millionen Stücke (Stand im Jahr 2013). Es verfügt über drei Niederlassungen in Dublin und eine im County Mayo. Schwerpunkte der Sammlungen sind Geschichte, Irische Kunst, Kultur und Naturgeschichte.
Zunächst reflektierte es den britisch-imperialistischen Blick auf die Welt und enthielt kaum speziell Irisches. Erst nach der Bildung des irischen Freistaats 1922 sollte es auf Wunsch der Regierung auch ein Propagandainstrument des irischen Nationalismus sein. Verwaltungstechnisch unterstand es dem Erziehungsministerium.

## Geschichte
Arme Menschen oder Landarbeiter, die infolge des Bevölkerungswachstums neue jahrhundertelang unberührte Flächen für den Ackerbau und die Erweiterung von Ortschaften erschlossen, fanden im 19. Jahrhundert viele Artefakte. Auch bei der Torfgewinnung wurde manches historische Werkzeug ausgegraben. Wenn die Funde nicht zerstört beziehungsweise eingeschmolzen wurden, gelangten sie in Sammlungen bereits vorhandener Einrichtungen wie der Irischen Königlichen Akademie und der Königlichen Gesellschaft für Antiquitäten. Zu Beginn der 1880er Jahre wurde mit George Coffey ein erster Superintendent of Irish Antiquities ernannt, der jedoch vorerst keine eigenen Ausgrabungen speziell zur irischen Geschichte veranlasste. Doch die Verantwortlichen richteten am 14. August 1877 die neue Abteilung Archäologie und Geschichte im Museum in der Kildare Street ein. Aus der Museumsabteilung entstand rasch das Dublin-Museum für Wissenschaft und Kunst, welches im Jahr 1890 schließlich in einem Neubau unter Einbeziehung des Leinster House eröffnet wurde. Die stetige Erweiterung der Sammlung sowie die Bildung eines eigenen irischen Staates führten zur Umbenennung in Nationalmuseum von Irland und der Nutzung weiterer Gebäude. (Das „Leinster Haus“ ist seit 1922 Sitz des irischen Parlaments.)
Gezielte archäologische Grabungen begannen, nachdem eine Kommission mit dem schwedischen Prof. Nils Lithberg 1927 einen Reorganisationsplan erstellt hatte. Die Umsetzung übernahm der Österreicher Adolf Mahr, der zunächst Keeper of Irish Antiquities und 1934 bis 1939 Direktor des Museums war.
Mahr ordnete die Ausstellung neu. Die irischen Artefakte wurden in der zentralen Halle aufgestellt, Goldschmuck usw. aus den Tresoren in die allgemeine Ausstellung gebracht. Weiterhin förderte er verstärkt ab 1931 junge Archäologen, die moderne wissenschaftliche Methoden erstmals in die Archäologie einbrachten. Dabei überschritt er öfter seine Kompetenzen und wartete nicht die vorgeschriebenen Genehmigungen ab. Trotz aller öffentlichen Aktivitäten stand dem Haus in den 1930ern nur ein Drittel der Mittel zur Verfügung, die es unter der Kolonialherrschaft vor 1922 gehabt hatte.

## Die Abteilungen des Museums

### Archäologie („Pre-Historic Ireland“)
Der Bereich Archäologie ist in einem Gebäudekomplex in der Kildare Street untergebracht. Hier sind Funde aus dem Gebiet des heutigen Irland (Keltische Kunst) zu sehen: frühe Metallarbeiten in Gold, Silber, Bronze oder Eisen, Kirchenschätze und Gegenstände aus der Wikingerzeit und dem Mittelalter.
Ein besonderes Highlight ist die Darstellung der ersten Schriftfunde auf dem Gebiet von Irland: das Ogham-Script (Alphabet, dem Lateinischen nicht unähnlich und aus 20 Buchstaben bestehend). Ein Obelisk mit entsprechenden eingemeißelten Zeichen gilt als erster Nachweis, er wird zwischen dem 4. und 6. Jahrhundert n. Chr. datiert.
„Ireland’s Gold“ und „The Treasury“ (Schatzkammer)
Der Ausstellungsbereich Schatzkammer umfasst Fundstücke aus der Bronzezeit und Kunst des frühen Mittelalters. Hier sind besonders Broschen, Kelche, zum Beispiel die Tara-Brosche oder der Kelch von Ardagh zu nennen. Auch Bischofsstäbe sowie andere Kirchenutensilien und weitere rund 50 goldene Schmuckstücke gehören zu diesem Teil der Exposition.
„Königreich, Wikinger und das mittelalterliche Irland“
Wichtige Ausstellungsstücke sind ein 1846 im Sikh-Krieg erbeutetes Feldgeschütz sowie das 1790 nach Irland importierte Sofa des Lord Chancellor. Zu nennen sind außerdem gut erhaltene Moorleichen (unter anderem der Ralaghan Man) und ein Torfboot (Loughan boat oder Loughan canoe), die der Eisenzeit zugeordnet werden. Die Exponate werden durch die Darstellung gegenwärtig laufender Untersuchungen von Spezialisten in den Counties Offaly und Meath ergänzt. Der steinerne Kopf von Corleck wird ebenso der Eisenzeit zugeordnet.
Funde aus den Jahren 795 bis 1170 dokumentieren das Leben und die Besiedlung der Insel durch die Wikinger: Waffen, Fischfang, Ackerbau, Bestattungswesen. Ein weiterer Abschnitt widmet sich der Schlacht von Clontarf im Jahr 1014 (Kampf um Dublin).
Der Archäologie-Bereich des Nationalmuseums hält neben den landesbezogenen Exponaten auch eine Sammlung von Keramiken und Glas aus Zypern bereit sowie Funde, die die Entwicklung der Zivilisation im alten Ägypten veranschaulichen.
Im Erdgeschoss werden regelmäßig Sonderausstellungen installiert.

### „Decorative Arts & History“ (Dekorative Kunst und Geschichte)

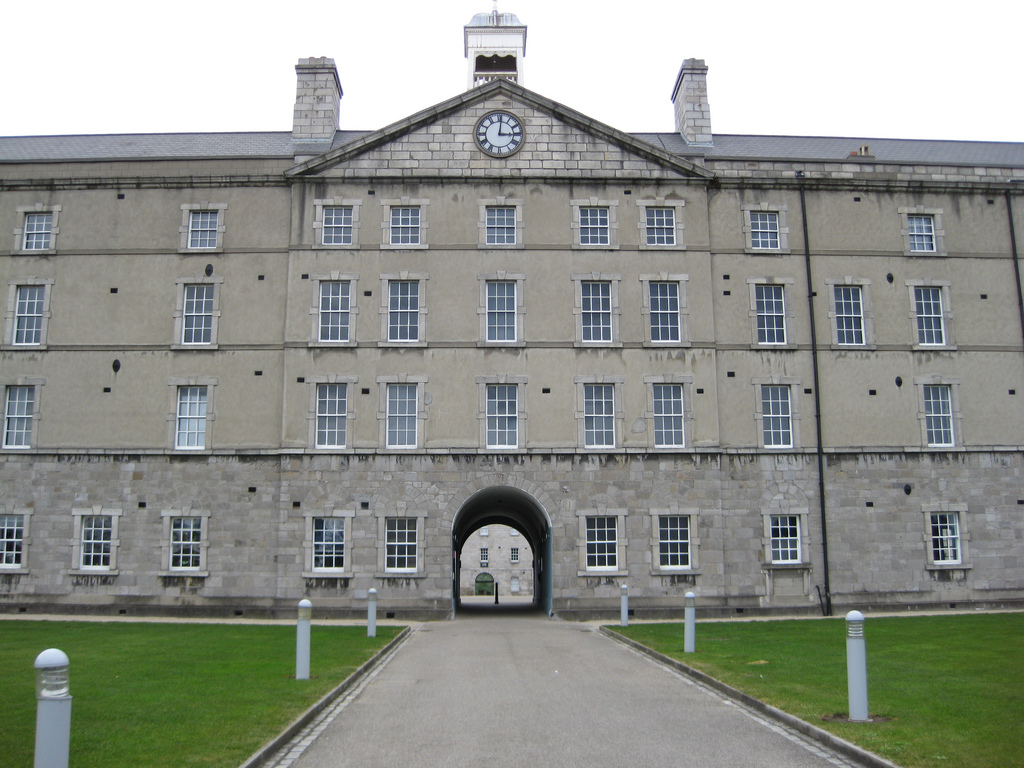
Haupthof Collins Barracks

Dekorative Kunst und Geschichte mit dem Großen Siegel des irischen Freistaats, ist der Teil der Sammlung in den Räumen der Collins Barracks, einer ehemaligen Militärkaserne. Dieser Bereich des Nationalmuseums wurde 1997 eröffnet und zeigt Möbel, Geschirr, Keramik und Glaswaren, auch Beispiele der Volkskunst, Geld und Waffen und weitere militärische Gegenstände von 1550 bis zur Gegenwart. Bemerkenswert sind hier eine chinesische Porzellanvase von etwa 1300. Sonderausstellungen werden ebenfalls regelmäßig aufgebaut, so waren im Sommer 2007 irische Hochkreuze zu sehen. In den Kasernengebäuden ist auch die Hauptverwaltung des Nationalmuseums untergebracht.

### Landleben

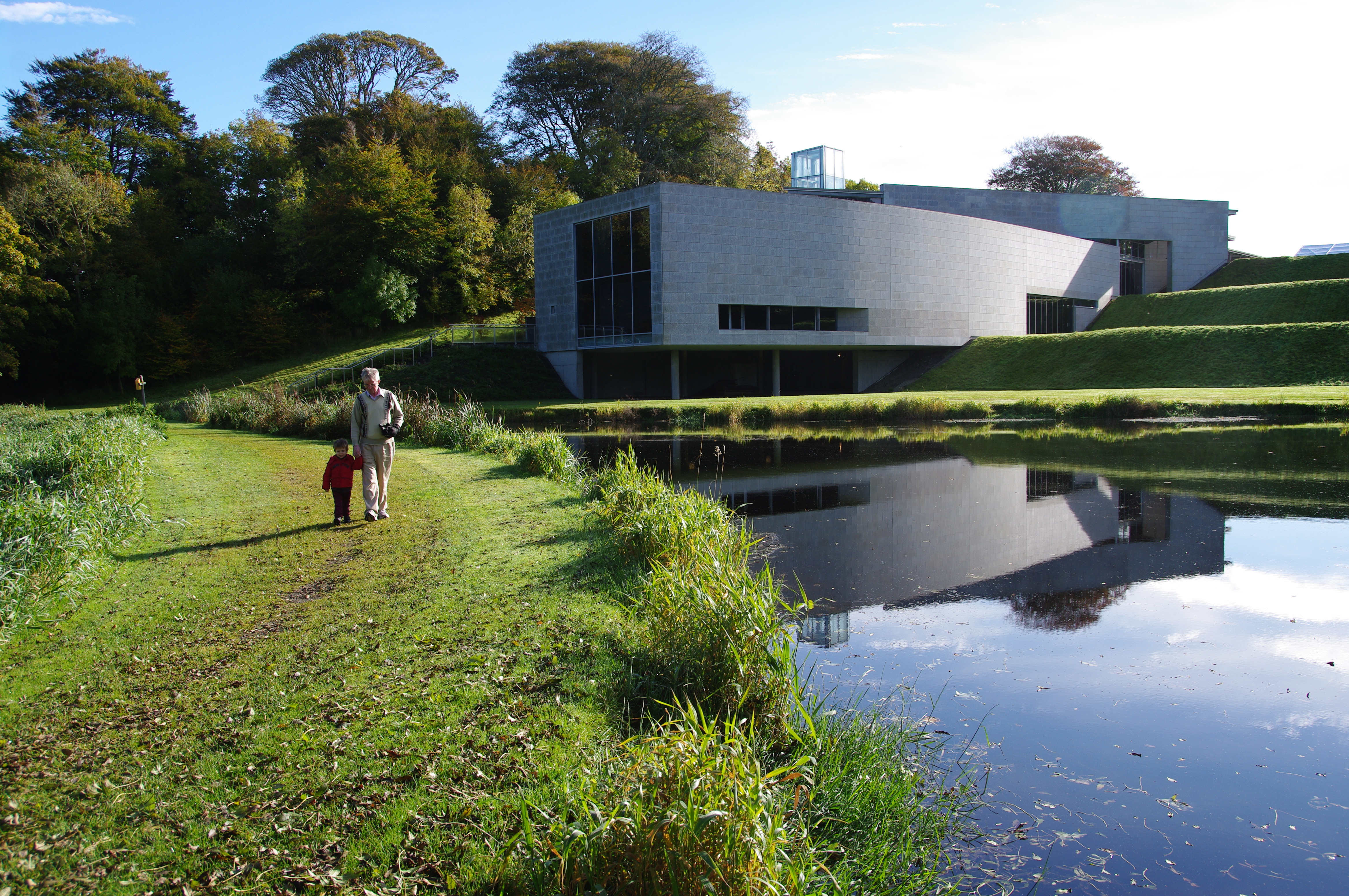
National Museum of Ireland (Turlough House)

Country Life  ist als jüngster Teil des Museums im Jahr 2001 eröffnet worden. Es liegt etwas außerhalb des Dorfes Turlough, auf der Nationalstraße 5 acht Kilometer östlich von Castlebar im County Mayo. Die Ausstellung konzentriert sich auf das Alltagsleben von der Mitte des 19. bis zur Mitte des 20. Jahrhunderts. Die meisten Exponate stammen dabei aus dem ländlichen Irland der 1930er Jahre. Aspekte der Umwelt und der Entwicklung der Orte werden so weit wie möglich mit dargestellt.

### Naturhistorisches Museum

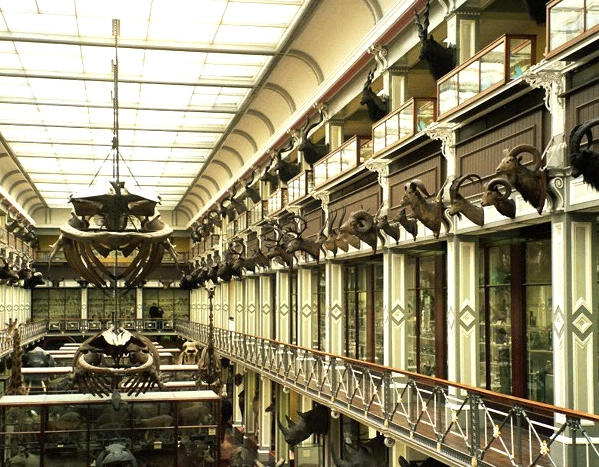
Obere Galerie der naturgeschichtlichen Abteilung

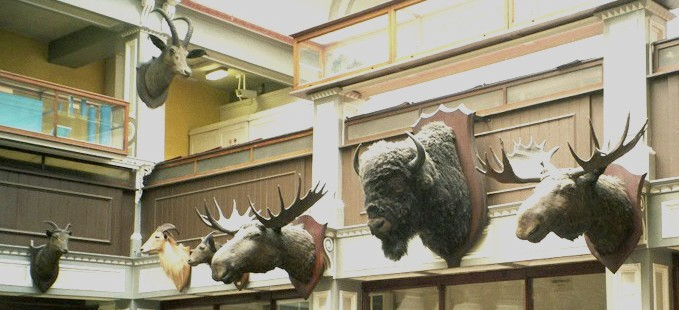
Tierpräparate

Das Natural History Museum ist ebenfalls Teil des Irischen Nationalmuseums. In einem viktorianischen Gebäude in der Merrion Street in Dublin werden Proben von Tieren und Pflanzen aus Asien und der ganzen Welt gesammelt. Die Grundlage für diesen Sammlungsbereich bildete die Übergabe von 22 tibetanischen Bildern auf Leder, die der emigrierte irische Jude Albert Bender 1931 dem Nationalmuseum spendete. Danach lieferte Bender noch weitere Asiatica. Die gesamte Sammlung erhielt 1932 auf Benders Wunsch den Namen Augusta Bender Memorial Room of Far Eastern Art zu Ehren seiner Mutter. Diesen Gedenkraum eröffnete der Taoiseach Éamon de Valera am 25. Juni 1934. Die Bestände befinden sich seit 1973 im Magazin.
Die Großwildpräparate in diesem Bereich sind die Beute von Livingstones Expeditionen.